# Theatricality
«Theatricality» es el vigésimo episodio de la primera temporada de la serie de televisión estadounidense Glee. Emitido originalmente por la cadena Fox el 25 de mayo de 2010, el episodio fue escrito y dirigido por el cocreador de la serie, Ryan Murphy.
En el episodio, la integrante del coro Tina Cohen-Chang (Jenna Ushkowitz) sufre una crisis de identidad. Las mujeres del coro y Kurt (Chris Colfer) rinden homenaje a la cantante Lady Gaga, llegando a utilizar sus trajes, mientras que los varones del coro rinden homenaje a la banda Kiss. El episodio incluye cinco versiones de algunas de las canciones de Lady Gaga y Kiss, las cuales fueron lanzadas como sencillos y disponibles en descarga digital. Además, tres de las canciones fueron agregadas a la banda sonora Glee: The Music, Volume 3 Showstoppers.
«Theatricality» fue visto por más de 11,5 millones de espectadores en Estados Unidos, y recibió revisiones mixtas por parte de los críticos. Tim Stack de Entertainment Weekly consideró a «Theatricality» como uno de sus episodios favoritos de la temporada, mientras que Terri Schwartz de MTV y Lisa Respers France de CNN elogiaron el episodio y lo compararon con «The power of Madonna», dedicado a Madonna.

## Trama

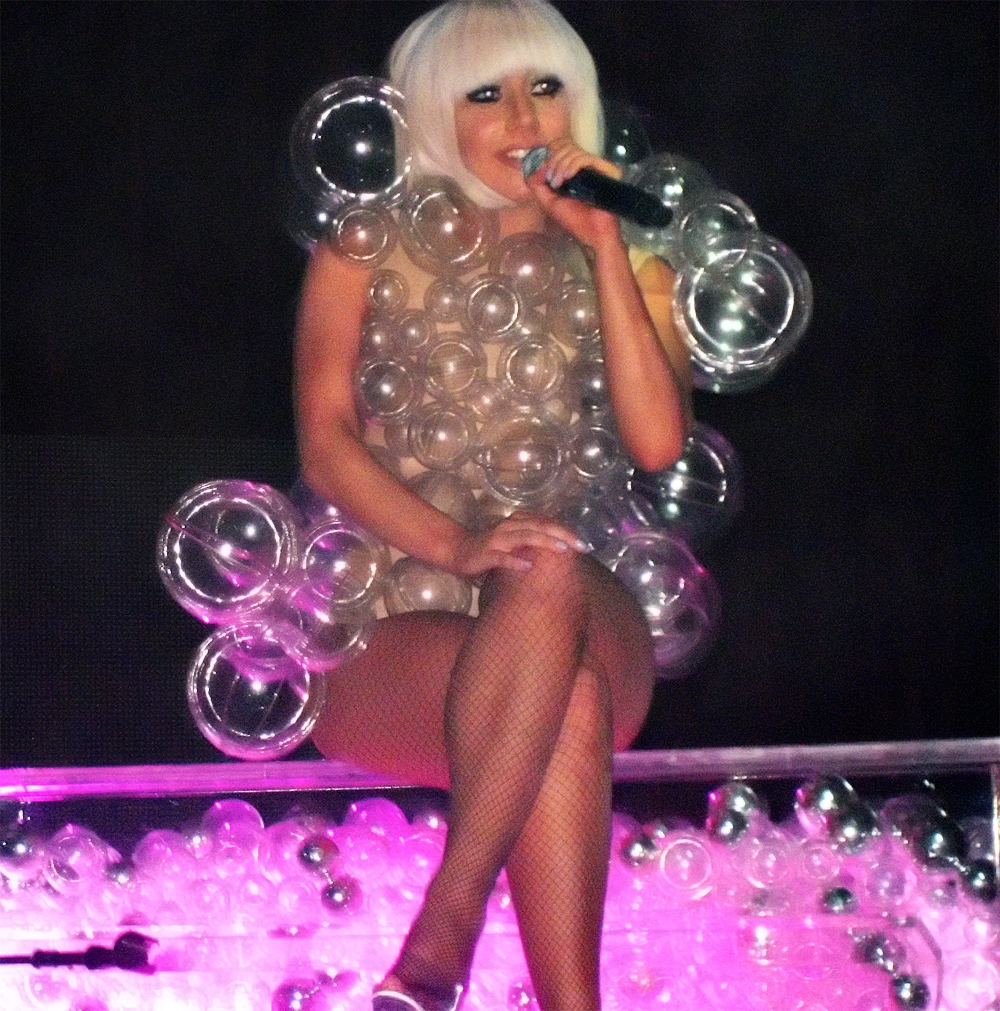
El vestuario de Tina en «Theatricality» está basado en el traje de burbujas de Lady Gaga.

El episodio comienza con el director Figgins (Iqbal Theba) diciendo a Tina que ella ya no puede vestir como un gothica, alarmado por una serie de pseudo-vampirismo en la escuela, inspirada en la saga de Crepúsculo. Ella cambia su estilo breve, antes de vestirse como un vampiro y convencer a Figgins que si no le permite llevar su ropa preferida, su padre vicioso vampiro asiático se muerden la cara fuera.
Al llegar de Nueva miembro de Rachel Berry descubre que su rival del Club Glee, Vocal Adrenaline está pensando en realizar un tributo a Lady Gaga en las Regionales, Will (Matthew Morrison) establece el club de una asignación de Gaga. Las chicas y Kurt crean el vestuario inspirado en Lady Gaga e interpretan "Bad Romance". El resto de los miembros de los chicos se visten como Kiss y realizan "Shout It Out Loud". Puck (Mark Salling) sugiere a Quinn (Dianna Agron) que nombre a su hija Jackie Daniels, como en el Jack Daniel. Más tarde, en un intento por demostrar que es serio acerca de ser un padre, que tiene los otros chicos que se vestían como Kiss cantar "Beth" con él, lo que sugiere que dan el nombre a su hija. Quinn está de acuerdo en que puede estar presente en su nacimiento.
Mientras que espiar a un ensayo de Vocal Adrenaline, Rachel se da cuenta de que su directora, Shelby Corcoran, es su madre biológica. Ella se presenta, y Shelby le hace un disfraz de Lady Gaga. Se reúne con Shelby, le preocupa que ella no es tan invirtió en la creación de una relación de Rachel. Shelby confiesa que ya no puede tener hijos, pero desea poder tener a su bebé de vuelta, en lugar de la de Rachel en pleno crecimiento, a quien no se siente su necesidad. Ella le dice a Rachel que en lugar de tratar de actuar como madre e hija, que sólo deben estar agradecidos el uno al otro de lejos por un tiempo.Rachel le da un abrazos de despedida, y hacen un dúo en una versión acústica de "Poker Face".
El padre de Kurt Burt (Mike O'Malley) invita a Finn y su madre Carole (Romy Rosemont) a vivir con ellos. Finn se siente incómodo compartir una habitación con Kurt, que está enamorado de él, y durante un argumento de insultos varios elementos en su dormitorio como ser "afeminado". Burt escucha esto y comienza a mantener una discusión con Finn Burt le comenta que su relación con Carole puede terminar la relación al ver que no acepta a su hijo. Kurt es intimidado por su traje de Gaga en la escuela por Karofsky (Max Adler) y Azimio (James Earl). Finn crea su propio disfraz de una cortina de la ducha, y les dice que no permitirá que les haga daño a Kurt, respaldado por el resto del coro.

## Producción
«Theatricality» fue planeado originalmente para ser emitido el 1 de junio de 2010, pero fue cambiado por el episodio «Funk». El impulso de hacer un tributo a Lady Gaga fue gracias al problema de identidad de Tina. En una entrevista con Entertainment Weekly, Gaga dijo:

«Me encanta Glee, el reparto y la creatividad de los escritores. Fui a una escuela de teatro musical, y solía soñar con que algún día los estudiantes podrían cantar mis canciones. No puedo esperar por "Bad Romance" + "Poker Face" en la moda de Glee».
Lady Gaga

La diseñadora de Glee Lou Eyrich considera el episodio tributo a Lady Gaga como "incrible".Rachel lleva dos vestidos, el primero inspirado en el estido Kermit the Frog y el segundo vestidos sobre la base de plata de vestido de espejos triángulo. Murphy selecciona a Tina en usar el vestido de Hussein Chalayan inspirado en diseños de burbuja, La vestimenta de Kurt se inspira en el vestuario de Alexander McQueen que Gaga lleva en el video "Bad Romance". Eyrich se esforzó para confirmar su autenticidad en el repliegue de diez pulgadas de McQueen de Armadillo entre las vestimentas. Era incapaz de comprar un par para adaptar el diseño de Colfer, ya que no se hicieron en grandes tamaños. Quinn lleva el vestido de Armani Privé utilado por Gaga en los 52.º Premios Grammy,] El traje más complicado fue el sombrero de Philip Treacy con forma de sombrero de langosta, usado por Brittany (Heather Morris), como para conseguir para interpretar la canción "Bad Romance", Eyrich tuvo que construir un orbe Buckram que podría ser de seguridad puestas en la cabeza, luego de soldadura de acero tentáculos sobre la esfera. Con ayuda de Kurt, Finn lleva un vinilo vestido largo de color rojo, con base en el látex de Atsuko Kudo vestido Gaga usaba para cumplir con Elizabeth II. Mercedes lleva un traje brillante y un moño morado y peluca, y Santana lleva el traje de encaje Jeffrey Bryant, y el traje color negro de Charlie Le Mindu junto a un sombrero rosa, con el cordón retocadas en su cara. Como se mencionó en el episodio, los miembros de Vocal Adrenaline están con Vestidos de Rojo de Chantilly inspirados en el otoño de 1998 de Alexander McQueen es usado por Gaga en la categoría Best New Artist en los 2009 MTV Video Music Awards.

## Recepción

### Audiencia
«Theatricality» fue visto por más de 11,5 millones de espectadores en Estados Unidos. En Reino Unido, el episodio fue visto por 862 000 espectadores, la menor audiencia de la temporada. Por otro lado, en Canadá fue visto por más de 1,91 millones de personas, convirtiéndose en el undécimo programa más visto de la semana en el país. En Australia, el episodio atrajo a más de 1,41 millones de espectadores, lo que hizo que la serie liderara la franja horaria.

### Críticas
Lady Gaga calificó a "Theatricality" como "increíble"  Tim Stack de Entertainment Weekly llamó a "Theatricality" como uno de sus episodios favoritos de la temporada Terri Schwartz de MTV también recibió el episodio de manera positiva y comento que fue mejor que su capítulo anterior "Dream On" y del capítulo tributo a Madonna "The Power of Madonna" Lisa Respers France de CNN llamó a "Theatricality" , lo calificó como "perfecto" y también consideró que fue mucho mejor que el capítulo tributo a Madonna. Eric Goldman de IGN llamó a "Theatricality" "impresionante" y elogio también el episodio, le dio una puntuación de 8.3/10
Bobby Hankinson del Houston Chronicle comento que fue "muy bueno" y a la vez elogio la actuación de O'Malley. Todd VanDerWerff de The A.V. Club calificó al episodio de "B +". Llamó a la trama de Rachel y Shelby "muy bien interpretada". James Poniewozik de Time lo calificó como "una grata sorpresa" para el episodio, elogiando las historias de Kurt/Finn y Rachel/Shelby, y crítico el argumento de Tina, Quinn y Puck como "ridícula y prescindible".
Jarett Wieselman del New York Post elogio al episodio y a la vez las interpretaciones de O'Malley y Colfer." Henrik Batallones de BuddyTV lo llamó un "episodio fuerte pero no el mejor de todos" y consideró que O'Malley como la "estrella de la serie" Batallones criticó la historia de Rachel y Shelby. Mary Hanrahan de Broadway World también consideró que el argumento de Rachel y Shelby fue "malo". Criticó la actuación de "Bad Romance", además señaló que la interpretación "Poker Face" estuvo bien hecho como dúo entre madre e hija. Kevin Coll de Fused Film criticó la interpretación de "Poker Face", y señaló que estaba bien interpretado, pero fue malo con la escena y la historia.

### Listas musicales de canciones
Al estar disponibles las canciones grabadas para el episodio en formato digital, debutaron en las principales listas de distintos países.
| «Bad Romance»  |                          |    |
| Australia      | Australian Singles Chart | 91 |
| Canadá         | Canadian Hot 100         | 46 |
| Estados Unidos | Billboard Hot 100        | 54 |
| Irlanda        | Irish Singles Chart      | 10 |
| Reino Unido    | UK Singles Chart         | 59 |

| «Poker Face»   |                     |    |
| Canadá         | Canadian Hot 100    | 46 |
| Estados Unidos | Billboard Hot 100   | 20 |
| Irlanda        | Irish Singles Chart | 16 |
| Reino Unido    | UK Singles Chart    | 70 |